# Scylacosuchus
Scylacosuchus — вимерлий рід тероцефалових терапсид. Це був хижий евтероцефал, який жив в епоху Лопінга. Його скам'янілості були знайдені в Оренбурзькій області Росії. Типовий вид — Scylacosuchus orenburgensis.